# Charleroi, Pennsylvania
Charleroi [ˈʃɔːlərɔɪ] är en ort av typen borough i Washington County i delstaten Pennsylvania i USA. Vid folkräkningen år 2010 bodde 4 120 personer på orten. Den har enligt United States Census Bureau en area på totalt 2 km², allt är land.

## Kända personer från Charleroi
- Shirley Jones, skådespelare
- Olive Thomas, skådespelare och fotomodell